# Nils Strindlund

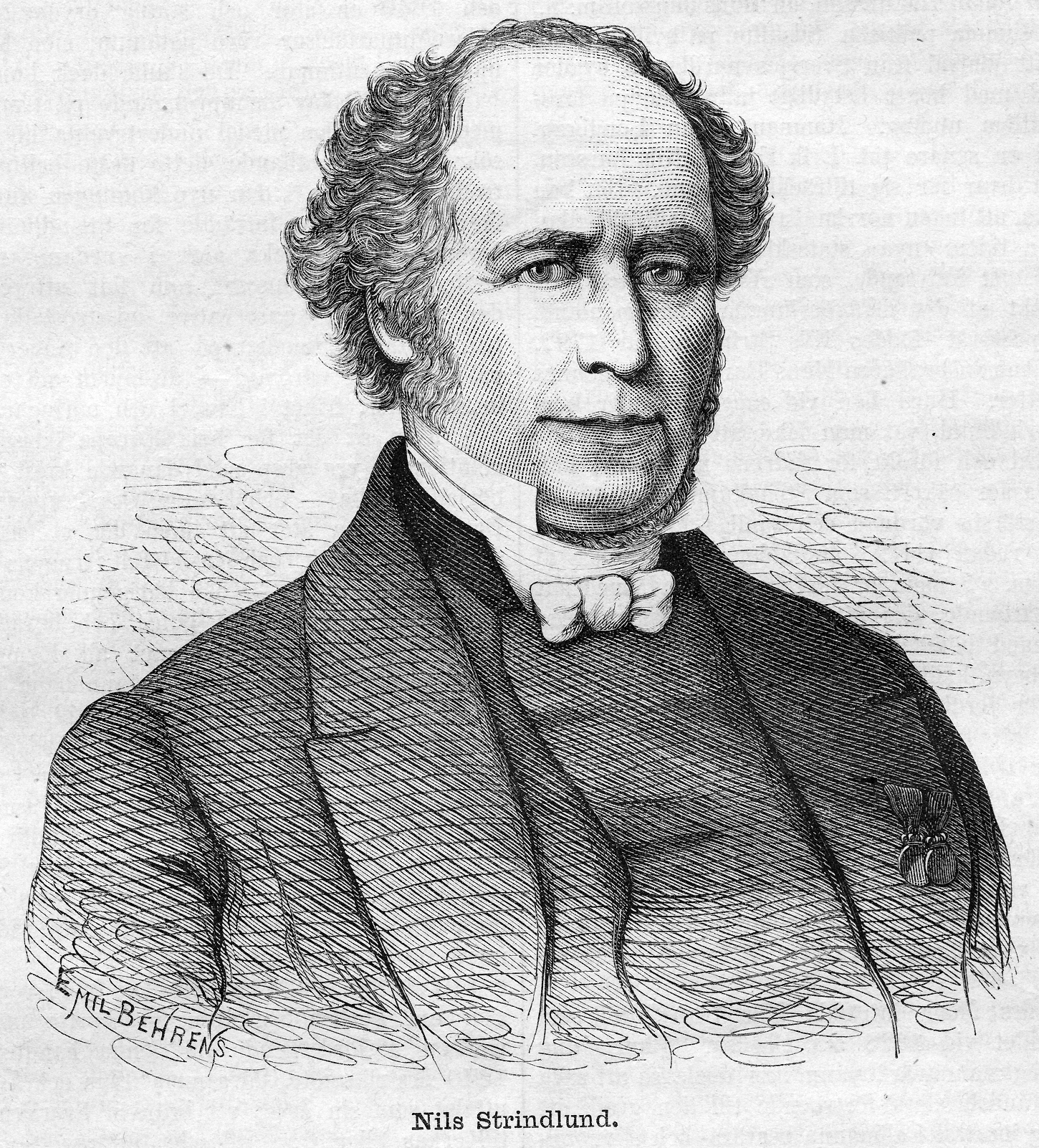
Nils Strindlund. Xylografi i Svensk Familjejournal 1877.

Nils Strindlund, född 30 augusti 1792 i Multrå församling, Västernorrlands län, död där 5 juni 1872, var en svensk politiker i bondeståndet och ståndets talman på riksdagarna 1853–1854 och 1856–1858.

## Biografi
Strindlund blev 1813 hemmansägare och valdes 1823 till fullmäktig i bondeståndet, där han bevistade alla riksdagar till och med 1858. Redan 1823 blev han ledamot av allmänna besvärs- och ekonomiutskottet, var därefter under en följd av riksdagar medlem av statsutskottet, utsågs flera gånger till revisor av stats-, banko- och riksgäldsverkens räkenskaper samt deltog i tullkommittéerna 1829 och 1830. Under riksdagarna 1853–54 och 1856–58 ledde han bondeståndets överläggningar som talman.
Han var utpräglat konservativ och slöt sig nära till de styrande, men endast i de fall dessas planer överensstämde med hans egen övertygelse. Inom sitt stånd ägde han i allmänhet stort inflytande under hela sin riksdagsmannaperiod. Flera viktiga beslut, i första hand det om en förändrad brännvinslagstiftning (1854), genomdrevs till stor del genom hans insatser.